# Drom HaScharon
Der Drom HaScharon (מוֹעָצָה אֲזוֹרִית דְּרוֹם הַשָּׁרוֹן Mōʿatzah Asōrīt Drōm ha-Scharōn, deutsch ‚Regionaler Rat Süden der Scharon‘) ist eine Regionalverwaltung im israelischen Zentralbezirk.

## Lage
Der Drom haScharon liegt nordöstlich von Tel Aviv und westlich der Grünen Linie in der Scharonebene. In der Nähe befinden sich die Städte Kfar Saba und Petach Tikva.

## Geschichte
Auf dem Gebiet der heutigen Regionalverwaltung entstand bereits im frühen 20. Jahrhundert ein kompakter Bereich mit jüdischen landwirtschaftlichen Siedlungen. Die restliche arabische Bevölkerung verließ während des Unabhängigkeitskrieges 1948 dieses Gebiet.
Der Drom HaScharon wurde am 30. März 1980 durch eine Fusion der Regionalverwaltungen Jarqon, Mifʿalot Afek und HaScharon HaTichonah (Mittlere Scharon) gegründet. Der Sitz der Verwaltung befand sich zunächst in Kfar Malal. Anfang des 21. Jahrhunderts wurde sie in die Nähe des Moschav Neweh Jaraq verlegt.

## Einwohner
Die Einwohnerzahl beträgt 34.323 (Stand: Januar 2022).
Das israelische Zentralbüro für Statistik gibt bei den Volkszählungen vom 22. Mai 1961, 19. Mai 1972, 4. Juni 1983, 4. November 1995 und vom 28. Dezember 2008 für die Regionalverwaltung folgende Einwohnerzahlen an:
| Jahr der Volkszählung | 1961  | 1972   | 1983   | 1995   | 2008   |
| Anzahl der Einwohner  | 9.800 | 11.100 | 10.200 | 15.600 | 23.500 |

## Gliederung
- 7 Qibbuzim: → Liste der Kibbuzim
- 19 Moschavim: → Liste der Moschavim
- 3 Gemeinschaftssiedlungen: → Tabelle der Gemeinschaftssiedlungen
- 2 Kommunale Ortschaften: Beit Berl und Ramot HaSchavim

### Liste der zugehörigen Gebietskörperschaften
| Name                | hebräisch                       | Gründung | Kommunaltyp             | Einwohnerzahl     | Bemerkung                            |
| ------------------- | ------------------------------- | -------- | ----------------------- | ----------------- | ------------------------------------ |
| Adanim              | עֲדָנִים ʿAdanīm                   | 1950     | Moschav                 | 518 (Stand 2018)  |                                      |
| Beit Berl           | בֵּית בֶּרְל Bejt Berl               | 1927     | Hochschulbezirk         | 208 (Stand 2018)  | benannt nach Berl Katznelson         |
| Chagor              | חָגוֹר Chagōr                     | 1949     | Moschav                 | 1156 (Stand 2018) |                                      |
| Choreschim          | חוֹרְשִׁים Chōreschīm               | 1955     | Qibbuz                  | 330 (Stand 2018)  |                                      |
| Einat               | עֵינַת ʿEjnat                     | 1952     | Qibbuz                  | 812 (Stand 2018)  |                                      |
| Ejal                | אֱיָל Ejal                        | 1948     | Qibbuz                  | 522 (Stand 2018)  |                                      |
| Elischama           | אֱלִישָׁמָע Elīschama                | 1950     | Moschav                 | 1199 (Stand 2018) |                                      |
| Gan Chaim           | גַּן חַיִּים Gan Chajjīm             | 1935     | Moschav                 | 834 (Stand 2018)  | benannt nach Chaim Weizmann          |
| Gannei ʿAm          | גַּנֵּי עַם Gannej ʿAm               | 1932     | Moschav                 | 242 (Stand 2018)  |                                      |
| Gat Rimmon          | גַּת רִמּוֹן Gat Rimmōn              | 1926     | Moschav                 | 312 (Stand 2018)  |                                      |
| Givʿat Chen         | גִּבְעַת חֵ"ן Givʿat Che"N           | 1933     | Moschav                 | 363 (Stand 2018)  | Benannt nach Chaim Nachman Bialik    |
| Givʿat haSchloschah | גִּבְעַת הַשְּׁלֹוֹשָׁה Givʿat haSchlōschah | 1925     | Qibbuz                  | 857 (Stand 2018)  |                                      |
| Jarchiv             | יַרְחִיב Jarchīv                   | 1949     | Moschav                 | 1086 (Stand 2018) |                                      |
| Jarqonah            | יַרְקוֹנָה Jarqōnah                 | 1932     | Moschav                 | 366 (Stand 2018)  |                                      |
| Kfar Maʿas          | כְּפַר מַעַשׂ Kfar Maʿas              | 1934     | Moschav                 | 868 (Stand 2018)  |                                      |
| Kfar Malal          | כְּפַר מַלָ"ל Kfar MaLa"L            | 1922     | Moschav                 | 328 (Stand 2018)  | benannt nach Moscheh Leib Lilienblum |
| Kfar Sirkin         | כְּפַר סִירְקִין Kfar Sīrqīn          | 1933     | Moschav                 | 1495 (Stand 2018) | benannt nach Nachman Syrkin          |
| Magschimim          | מַגְשִׁימִים Magschīmīm              | 1949     | Moschav                 | 1067 (Stand 2018) |                                      |
| Mattan              | מַתָּן Mattan                      | 1993     | Gemeinschafts- siedlung | 3600 (Stand 2018) |                                      |
| Nachschonim         | נַחְשׁוֹנִים Nachschōnīm             | 1949     | Qibbuz                  | 399 (Stand 2018)  |                                      |
| Neweh Jamin         | נְוֵה יָמִין Nəweh Jamīn            | 1950     | Moschav                 | 1189 (Stand 2018) |                                      |
| Neweh Jaraq         | נְוֵה יָרָק Nəweh Jaraq             | 1951     | Moschav                 | 1321 (Stand 2018) |                                      |
| Nir Elijjahu        | נִיר אֵלִיָּהוּ Nīr Elijjahū          | 1950     | Qibbuz                  | 548 (Stand 2018)  |                                      |
| Nirit               | נִירִית Nīrīt                     | 1982     | Gemeinschafts- siedlung | 895 (Stand 2018)  |                                      |
| Ramat haKovesch     | רָמַת הַכּוֹבֵשׁ Ramat haKōvesch       | 1932     | Qibbuz                  | 1098 (Stand 2018) |                                      |
| Ramot HaSchavim     | רָמוֹת הַשָּׁבִים Ramōt haSchavīm      | 1933     | Gemeinde                | 1730 (Stand 2018) |                                      |
| Sdeh Warburg        | שְׂדֵה וַרְבּוּרְג Sdeh Warbūrg         | 1938     | Moschav                 | 1486 (Stand 2018) | benannt nach Otto Warburg            |
| Sdej Chemed         | שְׂדֵי חֶמֶד Sdej Chemed             | 1952     | Moschav                 | 1017 (Stand 2018) |                                      |
| Zofit               | צוֹפִית Zōfīt                     | 1933     | Moschav                 | 1271 (Stand 2018) |                                      |
| Zur Jizchaq         | צוּר יִצְחָק Zūr Jizchaq            | 2007     | Gemeinschafts- siedlung | 6044 (Stand 2018) | benannt nach Jizchaq Rabin           |
| Zur Natan           | צוּר נָתָן Zūr Natan               | 1966     | Moschav                 | 1943 (Stand 2018) |                                      |

## Partnerschaft
- Neuwied (Rheinland-Pfalz), seit 1987